# Elecciones estatales de Durango de 2004
Las elecciones estatales de Durango de 2004 se llevaron a cabo el domingo 4 de julio de 2004, y en ellas se renovaron los siguientes cargos de elección popular en el estado de Durango:
- Gobernador de Durango. Titular del Poder Ejecutivo del estado, electo para un periodo de seis años no reelegibles en ningún caso, el candidato electo fue Ismael Hernández Deras.
- 39 ayuntamientos. Compuestos por un Presidente Municipal y regidores, electos para un periodo de tres años no reelegibles para el periodo inmediato.
- 15 Diputados al Congreso del Estado. Electos por mayoría relativa en cada uno de los Distrito Electorales.

## Resultados electorales

### Gobernador
|  | 31.4 % |

|  | 52.6 % |

|  | 10.0 % |

|  | 0.5 % |

|  | 2.9 % |

|  | 0.2 % |

|  | 2.4 % |

|  | 100.00 % |

### Municipios
| Partido/Alianza                               | Partido/Alianza                           | Municipios |
| --------------------------------------------- | ----------------------------------------- | ---------- |
|                                               | Partido Acción Nacional                   | 13         |
|                                               | Partido Revolucionario Institucional      | 22         |
|                                               | Todos por Durango (PRD, PT, Convergencia) | 3          |
|                                               | Partido Verde Ecologista de México        | 0          |
|                                               | Partido Duranguense                       | 1          |
| Fuente: Instituto de Mercadotecnia y Opinión. |                                           |            |

#### Municipio de Durango
- Jorge Herrera Delgado  Hecho

#### Municipio de Gómez Palacio
- Octaviano Rendón Arce  Hecho